# 芭比之鑽石城堡
《芭比之鑽石城堡》（英語：Barbie & The Diamond Castle）是环球影业於2008年9月9日發售的錄影帶首映動畫作品。該作為芭比動畫系列的第13部電影，由芭比和她的好朋友泰瑞莎共同演繹。
台灣於2008年11月27日以DVD的形式由得利影視股份有限公司代理发行，2015年1月30日由傳訊時代多媒體股份有限公司再版发行。香港於2008年10月14日由洲立影視有限公司代理發行。中国大陆由中国录音录像出版总社出版、中录华纳家庭娱乐有限公司发行DVD和VCD，之后DVD由新汇集团上海声像出版社有限公司再版发行。
預告片有早期的版本

## 劇情
芭比和好朋友泰瑞莎在家中彈吉他合唱，剛唱完，和好朋友吵了架的史黛西就衝進她們的房間抱怨說交朋友沒有意義。但芭比卻說真正的好朋友不會這樣，就算做錯了事她們都會原諒你，史黛西認為這只是說得容易，總是認為朋友只會出賣自己，對自己失望。芭比說這可不是史黛西一個人這樣想，於是就給史黛西講起了有關好朋友的故事，裡面有一對好朋友住在一起，還有會飛的蛇和鑽石城堡……
喜愛唱歌的麗安娜和艾莉莎住在小溪邊的一個小木屋裡，她們以種花賣花來維持生計。她們在溪流里發現了兩顆心形的寶石，麗安娜把寶石做成了項鏈，作為和艾莉莎友情的象征。有一天，一場暴風雨摧毀了她們的花園，艾莉莎希望如果能用寶石來使願望成真，她希望有很多食物給她們吃，有很大的房子給她們住，還有多到穿不完的衣服，以後就不用擔心再有任何困難了。她們拿着僅存的鮮花打算到集市裡去賣。在途中，她們遇到一個老婆婆，她們可憐她，於是就把自己的麵包送給老婆婆吃。為了答謝她們，老婆婆讓她們隨便挑一件她的寶貝，麗安娜說不用了，老婆婆卻感到很失望，麗安娜只能無奈地從老婆婆袋子里拿了一個手鏡。回到家中，麗安娜把手鏡擦拭乾淨，沒想到手鏡精緻又美麗，她們打算把手鏡還給老婆婆。
麗安娜和艾莉莎在打掃花園時，唱起了歌。沒想到的是有人在為她們和聲，最後她們發現手鏡裡有人在唱歌，只要她們唱歌，那人就會在鏡子里出現。鏡子裡的女孩叫美樂蒂，她的歌聲引來了會飛的蛇史萊德，史萊德看到美樂蒂躲在了鏡子里，美樂蒂讓麗安娜和艾莉莎趕快躲起來，史萊德在找她。史萊德在小木屋裡四處搜尋，不慎讓火爐裡的火燒起了屋子。麗安娜在逃跑時，將一個普通的手鏡放在了地下室的出口處，史萊德拾起了手鏡後飛走了。在晚上，麗安娜和艾莉莎再次回到小木屋時，屋子已被燒為廢墟。美樂蒂很是自責，并告訴了她們鑽石城堡的秘密。美樂蒂的家是音樂的發源地，那裡有個鑽石城堡，城堡有三位繆思女神—朵莉、菲德菈還有莉迪雅一起管理着鑽石城堡，她們三個是好朋友，各自彈奏出不同的音樂，美樂蒂就是她們的學徒。有一天，莉迪雅想成為獨一無二的繆思女神，可是朵莉和菲德菈堅持認為音樂應該是屬於大家的，因此莉迪雅感到很生氣，她發誓要獨自占有整座鑽石城堡，她在離開鑽石城堡並在關上城堡大門時，使城堡上的兩顆心形寶石震落在了河裡，漂流而去。莉迪雅找到一個魔法古洞，將她的雙管笛改造成了一種擁有邪惡魔力的樂器，於是她再次回到鑽石城堡散播她的邪惡力量。朵莉和菲德菈決定將她們的樂器和鑽石城堡一起隱藏起來，還把鑽石城堡的鑰匙交給了美樂蒂。兩位女神試圖勸說莉迪雅，可莉迪雅卻把她們變成了石像，躲在一旁的美樂蒂見狀後拔腿就跑。在被史萊德追趕的過程中，美樂蒂吹奏笛子把自己封在了鏡子里。由於她把笛子給落下，還被史萊德給踩壞了，所以沒辦法使自己從鏡子里解放出來。美樂蒂告訴她們鑽石城堡在偏遠的西邊，在七塊岩石附近，只要能彈奏繆思女神的樂器，就能破解莉迪雅的魔咒。兩個女孩聽了美樂蒂的話，開始踏上尋找鑽石城堡的冒險旅程。莉迪雅發現史萊德給她帶回來的手鏡是假的，還從史萊德口中得知了美樂蒂和一個淺色頭髮和一個深色頭髮的女孩在一起，讓史萊德帶她去找她們。
麗安娜和艾莉莎來到了一個小村莊裡，並在旅店裡認識了兩個熱愛音樂的年輕人伊恩和傑瑞米。莉迪雅和史萊德也來到了村莊，脅迫村民告訴她麗安娜和艾莉莎的下落，由於店主對她撒了謊，莉迪雅就吹奏魔笛讓旅店裡的人都失去了意識，還讓失去意識的店主透露出了麗安娜和艾莉莎的行蹤。在小路上，麗安娜和艾莉莎撞見了莉迪雅和史萊德，莉迪雅要求她們交出鏡子，麗安娜和艾莉莎堅決不給，於是莉迪雅吹奏魔笛企圖控制她們，沒想到的是她們所佩戴的心形寶石項鏈在保護她們不受魔咒的侵害，莉迪雅為此大為驚訝，麗安娜和艾莉莎趁機逃跑。莉迪雅命令史萊德去追她們，最後麗安娜和艾莉莎被騎馬的伊恩和傑瑞米救走。伊恩和傑瑞米決定跟隨她們去尋找鑽石城堡，可在路途中被分開了。麗安娜和艾莉莎在前往鑽石城堡的路上來到了一座富人家的莊園，可沒想到的是莊園的主人竟然在等待着她們的到來，主人為她們準備了豐盛的晚餐，並說房屋裡的一切都是屬於她們的，傳說會有兩個很好的朋友會到這裡來住，他們已經等了很多年了。其實，莊園的主人已經被莉迪雅的魔咒給控制住了。麗安娜和艾莉莎在屋裡吃了點東西，還發現衣櫃里有很多漂亮的衣服，艾莉莎突然說她想留在這裡，不想去找鑽石城堡了。麗安娜表示反對，說她們已經答應要幫助美樂蒂了，不能只顧着自己在這裡享樂。艾莉莎指責麗安娜願意幫美樂蒂，卻不願意幫她，如果麗安娜真是她的朋友那她就應該明白。於是麗安娜在一氣之下拿上手鏡離開了莊園，繼續去找鑽石城堡附近的那七塊岩石。艾莉莎在屋裡摘掉了心形寶石項鏈，把它扔到了地上，被寵物狗拾起。艾莉莎不相信麗安娜會這樣對她，當她聽到敲門聲時以為是麗安娜回來了，沒想到是史萊德。史萊德把她抓到了莉迪雅的古洞里，莉迪雅讓艾莉莎把鏡子交給她，可是鏡子在麗安娜手上，莉迪雅問她麗安娜在哪裡，艾莉莎說不知道，於是莉迪雅吹奏魔笛把艾莉莎給控制住了，艾莉莎告訴她麗安娜到七塊岩石那裡去了。
史萊德抓到了麗安娜，也把她帶到了古洞里，莉迪雅拿到了手鏡。為了讓美樂蒂在鏡子里出現，莉迪雅控制着艾莉莎走向懸崖。美樂蒂被迫現身了，莉迪雅要求她馬上交出鑽石城堡的鑰匙，莉迪雅答應美樂蒂會放了麗安娜和艾莉莎，美樂蒂只好答應了，和莉迪雅、史萊德一同前往七塊岩石。臨走時，史萊德將麗安娜和艾莉莎一起推下了懸崖，沒想到麗安娜拉着艾莉莎在悬崖上挣扎。此时，来到七塊岩石边的伊恩和傑瑞米以为麗安娜和艾莉莎迷路了，竟然还没来到这里，突然一隻寵物狗前來向他們求救。麗安娜救起了艾莉莎，麗安娜感到非常自責，自己為什麼會丟下她自己走了呢，并幫她重新戴上心形寶石項鏈，艾莉莎頓時清醒過來。美樂蒂為了拖延時間，故意騙莉迪雅說鑽石城堡的鑰匙在石頭的裂縫里，只要用鑽石把裂縫排列重組，鑽石城堡就會出現。麗安娜和艾莉莎重歸於好，伊恩和傑瑞米騎着馬及時趕到，帶她們離開了古洞。莉迪雅不管怎麼努力，鑽石城堡始終沒有出現。莉迪雅發現樹林裡有吉他聲，她命令史萊德去解決，伊恩和傑瑞米聯起手來制住了史萊德。麗安娜和艾莉莎假裝被莉迪雅控制，并趁機奪走了她的魔笛，脅迫莉迪雅用鏡子來交換。美樂蒂為了不讓莉迪雅得逞，親自破壞了鏡子，寧願讓自己永遠被關在鏡子里。莉迪雅把鏡子扔到了水池裡，而寵物狗跳進水裡拾起鏡子，奮力地游上了岸。麗安娜把莉迪雅的魔笛也扔進了水池里，莉迪雅踏進水池裡拿起魔笛吹奏，沒想到被自己的魔咒反噬，消失不見了。最後，麗安娜和艾莉莎明白了鑽石城堡的鑰匙其實就是美樂蒂的歌，他們倆人一起唱起了美樂蒂教她們唱的歌，隨即鑽石城堡從湖裡緩緩升起，鑽石城堡的魔法將美樂蒂從鏡子里解放了出來。
當她們一起進入城堡，找到女神樂器的時候，史萊德載着莉迪雅闖了进来，莉迪雅吹奏魔笛試圖破壞女神的樂器，麗安娜和艾莉莎趕忙取走了樂器，莉迪雅又對着她們吹奏，麗安娜和艾莉莎及時彈響了女神的樂器，莉迪雅魔笛的聲音被反彈回去把莉迪雅和史萊德變成了石像。莉迪雅的魔咒完全解除了，變成石像的朵莉和菲德菈也恢復了原狀，騎着飛馬離開了古洞，重新返回到鑽石城堡。朵莉和菲德菈封麗安娜和艾莉莎為音樂公主，而美樂蒂則代替莉迪雅成為第三位繆思女神。美樂蒂讓麗安娜和艾莉莎和她一起住在鑽石城堡里，可麗安娜和艾莉莎決定回到她們的舊房子里，繆思女神送了花種讓她們在花園裡種下……

## 配音員
| 角色                             | 英語原聲                                  | 國語配音                    | 國語配音 | 國語配音 |
| 角色                             | 英語原聲                                  | 中国大陆                    | 台湾     | 广东话   |
| -------------------------------- | ----------------------------------------- | --------------------------- | -------- | -------- |
| 麗安娜（Liana）/芭比（Barbie）   | 凱莉·謝里丹（对白） 梅丽莎·莱昂斯（唱歌） | 锺薇（对白） 高少华（唱歌） | 傅其慧   | 潘芳芳   |
| 艾莉莎（Alexa）/泰瑞莎（Teresa） | 卡西迪·拉登                               | 小云（对白） 符妮嘉（唱歌） | 許雲雲   | 郭碧珍   |
| 史黛西（Stacie）                 | 尚塔尔·斯特兰德                           | 冰冰                        | 錢欣郁   | 麥智鈞   |
| 美樂蒂（Melody）                 | 瑪莉克·亨德里克瑟 拉腊·珍妮（唱歌）       | 冰冰（对白） 关伊婷（唱歌） | 錢欣郁   | 黃紫嫻   |
| 莉迪雅（Lydia）                  | 凱斯琳·巴爾                               | 李俊英（对白） 沈凤（唱歌） | 王華怡   | 劉雅麗   |
| 伊恩（Ian）                      | 诺埃尔·约翰森                             | 红河（对白） 陈振声（唱歌） | 陳進益   | 陳仕文   |
| 傑瑞米（Jeremy）                 | 杰里米·弗罗                               | 赵威（对白） 刘祖德（唱歌） | 夏志世   | 陳楚鍵   |
| 史萊德（Slyder）                 | 马克·艾奇逊                               | 张立昆                      | 符爽     | 古明華   |
| 老闆（Innkeeper）                | 迈克尔·多布森                             | 张立昆                      | 符爽     | 李忠強   |
| 托爾（Troll）                    | 斯科特·麦克尼尔                           | 韬镝                        | 夏志世   | 李忠強   |
| 管家（Butler）                   | 罗恩·海尔德                               | 韬镝                        | 夏志世   | 陳旭恆   |
| 朵莉（Dori）                     | 妮可·奧利佛                               | 李俊英                      | 孫若瑜   | 杜雯惠   |
| 菲德菈（Phaedra）                | 希瑟·多克森                               | 李俊英                      | 孫若瑜   | 林小寶   |
| 侍女（Waitress）                 | 希瑟·多克森                               | 小英                        | 孫若瑜   | 林小寶   |
| 老婆婆（Old Woman）              | 琳达·索伦森                               | 小英                        | 孫若瑜   | 林小寶   |

## 配音譯製人員
中国大陆國語版工作人員
- 翻译：杨耀泰
- 导配：蔡济生
- 音乐总监：陶赞新
- 收音师：刘珈
- 混音：袁定业
- 统筹：赵律忻
- 录制：创声配音制作有限公司

廣東話版工作人員
- 翻譯：楊耀泰
- 導配：謝月美
- 收音師：劉珈
- 混音：袁定業
- 統籌：趙律忻
- 錄製：創聲配音製作有限公司

台灣國語版工作人員
- 翻譯：林伶倩
- 聲音導演：孫世憶
- 錄音師：林啓榮
- 技術總監：陳國偉
- 錄製：偉憶數位科技股份有限公司

## 備註
1. 1 2  依照芭比系列電影上映次序。

## 資料來源
1. ↑  . 2022-01-07  [2022-01-07]. （原始内容存档于2022-01-08）.
2. ↑  . 2022-01-10  [2022-01-10]. （原始内容存档于2022-01-10）.
3. ↑  . 2022-01-11  [2022-01-11]. （原始内容存档于2022-01-11）.
4. ↑  . 2022-01-10  [2022-01-10]. （原始内容存档于2022-01-10）.
5. ↑  . 2022-01-07  [2022-01-07]. （原始内容存档于2022-01-07）.
6. ↑  . 2022-01-07  [2022-01-07]. （原始内容存档于2022-01-07）.
7. ↑  ,   [2023-09-11], （原始内容存档于2022-06-11） （中文（中国大陆））

## 外部連結
- 《芭比之鑽石城堡》 （页面存档备份，存于） - 環球影業家庭娛樂（英文）
- 互联网电影数据库（IMDb）上《芭比之鑽石城堡》的资料（英文）
- 豆瓣电影上《芭比之鑽石城堡》的資料 （简体中文）
- AllMovie上《芭比之鑽石城堡》的资料（英文）
- 爛番茄上《芭比之鑽石城堡》的資料（英文）